# Phước Bình, Đồng Nai
Phước Bình là một phường thuộc tỉnh Đồng Nai, Việt Nam.

## Địa lý
Phường Phước Bình có vị trí địa lý:
- Phía đông giáp phường Phước Long.
- Phía đông bắc giáp xã Phú Nghĩa.
- Phía tây bắc giáp xã Đa Kia.
- Phía tây nam giáp xã Bình Tân.
- Phía nam giáp xã Phú Trung.

Phường có diện tích 72,57 km², dân số năm 2025 là 44.771 người, mật độ dân số đạt 616 người/km².

## Lịch sử
Trước đây, Phước Bình là một xã thuộc huyện Phước Long.
Ngày 19 tháng 9 năm 1980, Hội đồng Chính phủ ban hành Quyết định 299-CP. Theo đó, sáp nhập hai thôn Phước Lộc và Phước Quả của xã Phước Bình vào xã Phước Tín.
Ngày 29 tháng 8 năm 1994, xã Phước Bình được chia thành hai đơn vị hành chính là thị trấn Phước Bình và xã Bình Phước. Trong đó, thị trấn Phước Bình đóng vai trò là huyện lỵ huyện Phước Long.
Ngày 11 tháng 8 năm 2009, Chính phủ ban hành Nghị quyết số 35/NQ-CP. Theo đó:
- Chuyển thị trấn Phước Bình về thị xã Phước Long mới thành lập
- Điều chỉnh 255,57 ha diện tích tự nhiên và 6.081 người của thị trấn Phước Bình về phường Long Phước mới thành lập
- Thành lập phường Phước Bình trên cơ sở điều chỉnh 1.295,66 ha diện tích tự nhiên và 8.414 người còn lại của thị trấn Phước Bình.

Ngày 16 tháng 6 năm 2025, Ủy ban Thường vụ Quốc hội ban hành Nghị quyết số 1662/NQ-UBTVQH15 về việc sắp xếp các đơn vị hành chính cấp xã của tỉnh Đồng Nai năm 2025. Theo đó, sắp xếp toàn bộ diện tích tự nhiên, quy mô dân số của các phường Long Phước, Phước Bình và các xã Bình Sơn (huyện Phú Riềng), Long Giang thành phường mới có tên gọi là phường Phước Bình.
Sau khi sáp nhập, phường Phước Bình có 72,57 km² diện tích tự nhiên và dân số 44.771 người.